# 우시하시촌
우시하시촌(牛橋村)은 아이치현 헤키카이군에 설치되었던 촌이다. 현재의 지류시 동부에 해당한다.